# Francis Drake (4e baronnet)
Francis Henry Drake, 4e baronnet (1694-1740) de l'Abbaye de Buckland, dans le Devon, est un propriétaire britannique et un homme politique qui siège à la Chambre des communes de 1715 à 1740.

## Biographie

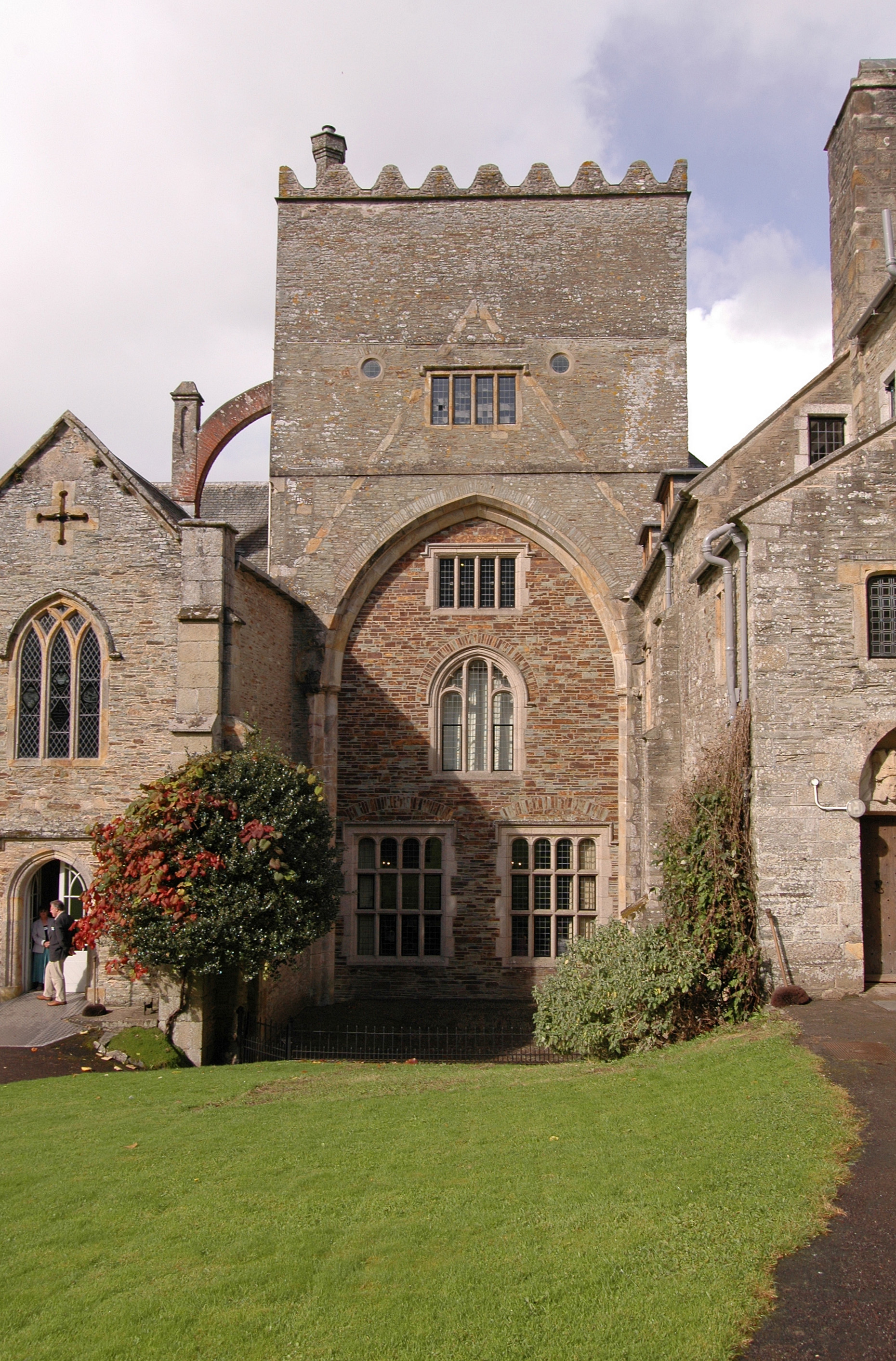
Tour de l'abbaye de Buckland

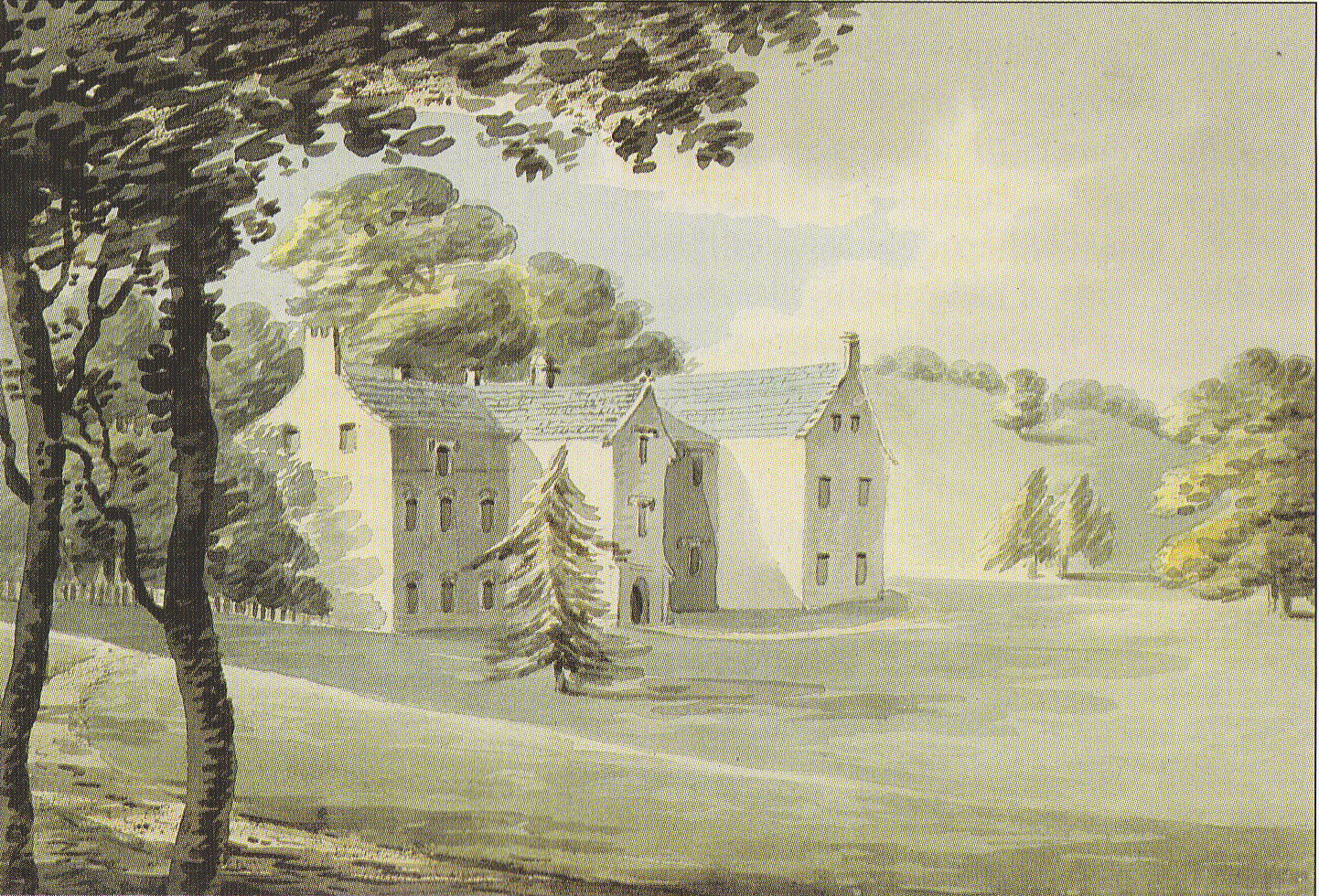
Nutwell Court avant 1800

Il est le fils aîné de Francis Drake (3e baronnet) et de sa troisième épouse, Elizabeth Pollexfen, fille de Henry Pollexfen de Nutwell Court, dans le Devon. Il est baptisé le 2 mars 1694. Il est éduqué à la maison. En janvier 1718, il succède à son père comme baronnet avec un héritage lourdement endetté. Il fait un mariage financièrement avantageux avec Anne Heathcote, fille du marchand Samuel Heathcote de Clapton House, Hackney, Middlesex le 29 septembre 1720 et est en mesure de rembourser les dettes avec l'argent de sa femme. Elle est la sœur de William Heathcote (1er baronnet). Il hérite de son oncle Henry Pollexfen le domaine de Nutwell Court en 1732.
Lors des Élections générales britanniques de 1715, il est élu député de Tavistock avec le soutien du duc de Bedford. Il est réélu sans opposition à Tavistock en 1722 et 1727. Il est également élu en 1727 à Bere Alston où la famille contrôle un siège, mais choisit de siéger pour Tavistock. Le nouveau duc de Bedford ne le soutient pas à Tavistock aux élections générales de 1734 et il est battu. Cependant, il est réélu pour Bere Alston à nouveau et siège jusqu'à sa mort.
Il meurt de la fièvre pleuritique à Covent Garden le 26 janvier 1740. Lady Ann Drake est inhumée à Hackney le 5 novembre 1768 Ils ont trois fils
- Francis Henry Drake (5e baronnet) qui lui succède comme baronnet
- Francis William Drake (en), qui épouse sa cousine germaine, Elizabeth, fille de William Heathcote, en 1763.
- Francis Samuel Drake devenu lui-même baronnet

Ils ont également deux filles